# سیلون تسون
سیلون تسون (به فرانسوی: Sylvain Tesson) نویسنده قرن بیستم میلادی اهل فرانسه است.